# Revue d'Action française
La Revue d'Action française è stata una rivista bimensile fondata da Henri Vaugeois e Maurice Pujo nel 1899 al primo piano del Café de Flore nel VI arrondissement di Parigi. Era l'organo ufficiale dell'omonimo movimento politico della destra francese. Direttore ne fu il solo Vaugeois.
Nell'aprile 1908 la rivista si trasformava in quotidiano, semplificando il titolo (L'Action française), e la direzione era assunta da Charles Maurras.